# Encapsulation (chimie)
Pour les articles homonymes, voir Encapsulation.
En chimie et en pharmacie galénique, l'encapsulation consiste à enfermer une substance dans une capsule.
L'objectif est :

- soit de protéger la substance contre des interactions avec le milieu extérieur. On encapsule par exemple certains filtres UV contenus dans les crèmes solaires pour les stabiliser et les empêcher d'irriter la peau.
- soit de transporter la substance jusqu'à l'endroit où elle sera libérée pour agir. Les liposomes par exemple sont des sphères utilisées pour transporter les substances actives des cosmétiques dans la peau.

Selon la taille des capsules, il peut s'agir de microencapsulation (dimension de l'ordre du micromètre) ou de nanoencapsulation (dimension de l'ordre du nanomètre). 